# Podolínec
Podolínec (Pudlein en alemán, Podolin en húngaro, Podoliniec en polaco) es una ciudad del este de Eslovaquia, en la región de Prešov y distrito de Stará Ľubovňa.

## Características generales
La primera mención a esta población es de 1235. En 1412 el rey Segismundo de Luxemburgo le concedió el estatuto de ciudad libre pero ese mismo año pasó a depender de Polonia como consecuencia del Tratado de Lubowla, manteniéndose esa soberanía hasta 1772. Fue la única ciudad de la región de Spiš que resistió las incursiones de los husitas. Tras la primera partición de Polonia en 1772 pasó de nuevo a depender del reino de Hungría. Después del tratado de Trianon de 1920 pasó a depender de Checoslovaquia hasta la segregación eslovaca.

## Demografía
| Año        | 1994 | 2004    | 2014    | 2024    |
| ---------- | ---- | ------- | ------- | ------- |
| Población  | 3114 | 3172    | 3202    | 3048    |
| Diferencia |      | +1,86 % | +0,94 % | −4,80 % |

| Año        | 2023 | 2024    |
| ---------- | ---- | ------- |
| Población  | 3055 | 3048    |
| Diferencia |      | −0,22 % |

## Ciudades hermanadas
- Polonia, Rytro